# هوراشيو واشنطن بروس
هوراشيو واشنطن بروس (بالإنجليزية: Horatio Washington Bruce) هو محامي وقاضي وسياسي أمريكي، ولد في 22 فبراير 1830 في مقاطعة لويس في الولايات المتحدة، وتوفي في 22 يناير 1903 في لويفيل في الولايات المتحدة. حزبياً، نشط في حزب اليمين.